# 1886.
◄ | 18. stoljeće | 19. stoljeće | 20. stoljeće | ►
◄ | 1850-ih | 1860-ih | 1870-ih | 1880-ih | 1890-ih | 1900-ih | 1910-ih | ►
◄◄ | ◄ | 1883. | 1884. | 1885. | 1886. | 1887. | 1888. | 1889. | ► | ►►
Arhitektura • Astronomija • Biologija • Film • Fotografija • Glazba • Kazalište • Kemija • Kiparstvo • Knjige • Književnost • Kršćanstvo • Meteorologija • Medicina • Planinarstvo • Politika • Pravo • Promet • Slikarstvo • Šport • Znanost • Željeznički promet

## Događaji
- 8. svibnja. – Dr. John Pemberton izumio Coca-Colu.
- 1886. – osnovan Arsenal F.C. engleski nogometni klub

## Rođenja

### Siječanj – ožujak
- 3. siječnja – Josephine Hull, američka filmska glumica († 1957.)
- 2. veljače – Frank Lloyd, američki redatelj, scenarist i producent († 1960.)
- 21. veljače – Vale Vouk, hrvatski botaničar slovenskog porijekla († 1962.)
- 1. ožujka – Oskar Kokoschka, austrijski slikar i pisac († 1980.)
- 24. ožujka – Gabrijel Jurkić, hrvatski i BiH slikar († 1974.)

### Travanj – lipanj
- 1. lipnja – Vladimir Becić, hrvatski slikar († 1954.)
- 8. lipnja – Vera Nikolić Podrinska, hrvatska slikarica († 1972.)

### Srpanj – rujan
- 5. srpnja – Zdenka Pexidr-Srića, hrvatska slikarica († 1972.)
- 31. srpnja – Ignacije Bulimbašić, hrvatski zrakoplovac († 1976.)
- 26. rujna – Archibald Vivian Hill, engleski fiziolog, nobelovac († 1977.)

### Listopad – prosinac
- 25. listopada – Karl Polanyi, mađarski i austrijski sociolog († 1964.)
- 17. studenog – Janko Polić Kamov, hrvatski književnik († 1910.)
- 8. prosinca – Diego Rivera, meksički slikar († 1957.)
- 11. prosinca – Aurel Babeș, rumunjski znanstvenik († 1962.)
- 22. prosinca – Kornelija Horvat, hrvatska katolička redovnica († 1944.)

### Nepoznat datum rođenja
- Sibe Miličić, hrvatski i srpski pjesnik († 1945.)

## Smrti

### Travanj – lipanj
- 3. lipnja – Karlo Lwanga, ugandski katolički svetac (* 1860.)

### Srpanj – rujan
- 31. srpnja – Franz Liszt, austrijski skladatelj mađarskog porijekla (* 1811.)

### Listopad – prosinac
- 18. studenog – Chester A. Arthur, 21. predsjednik SAD-a (* 1829.)

### Nepoznat datum smrti
- Charles Jacques Édouard Morren – belgijski botaničar (* 1833.)

## Vanjske poveznice
|  | Zajednički poslužitelj ima još gradiva o temi 1886. |